# Rasumnoje
Rasumnoje (russisch Разу́мное) ist eine Siedlung städtischen Typs in der Oblast Belgorod (Russland) mit 16.600 Einwohnern (Stand 14. Oktober 2010).

## Geographie
Die Siedlung liegt im Südwestteil des Mittelrussischen Höhenzuges am Flüsschen Rasumnaja unweit dessen Mündung in den Sewerski Donez, der dort zum Belgoroder Stausee angestaut ist.
Rasumnoje gehört zum Rajon Belgorod und liegt etwa zehn Kilometer südöstlich der Stadtmitte des Oblast- und zugleich Rajonverwaltungszentrums Belgorod.

## Geschichte
Das genaue Gründungsjahr des Ortes ist nicht bekannt, vermutlich liegt es in der Mitte des 18. Jahrhunderts. Erstmals erwähnt wurde Rasumnoje 1774 im Zusammenhang mit dem Bau einer ersten Kirche. Ebenso unbekannt ist der Ursprung des Ortsnamens, der wie der Name des Flüsschens Rasumnaja im Russischen für klug oder vernünftig steht.
Bis in die zweite Hälfte des 19. Jahrhunderts entwickelte sich Rasumnoje zu einem relativ großen Dorf mit 240 Höfen und 1700 Einwohnern. 1885 wurde die erste Drei-Klassen-Schule eröffnet. 1897 führte man die Eisenbahnstrecke von Belgorod nach Kupjansk am Ort vorbei.
1928 wurde Rasumnoje Sitz eines Dorfsowjets und dem neugeschaffenen Rajon Belgorod zugeordnet. Im Zweiten Weltkrieg wurde das Dorf im Oktober 1941 von der deutschen Wehrmacht okkupiert und im März 1943 erstmals von der Roten Armee zurückerobert. Während des Vorrückens an der Südflanke des Kursker Frontbogens im Rahmen des Unternehmens Zitadelle Anfang Juli 1943 konnten Einheiten der deutschen Armeegruppe Kempf das Dorf erneut einnehmen, wurden aber Anfang August 1943 in der Belgorod-Charkower Operation durch die 78. Gardedivision der 7. sowjetischen Gardearmee unter General Schumilow endgültig zurückgedrängt. Durch die erbitterten Kampfhandlungen wurde das Dorf völlig zerstört.
Nach dem Krieg entstand Rasumnoje zunächst als landwirtschaftlich geprägtes Dorf neu, entwickelte sich aber ab den 1970er-Jahren zu einem Wohnvorort der schnell wachsenden Großstadt Belgorod, deren Einwohnerzahl sich bis 1979 gegenüber dem Vorkriegsstand versiebenfacht hatte und deren Grenzen bis auf wenige Kilometer herangerückt waren. In dieser Zeit erhielt Rasumnoje den Status einer Siedlung städtischen Typs. Insbesondere in den 1980er- und 1990er-Jahren entstand eine Vielzahl von Plattenbauten, die heute neben dem alten, dörflichen Teil das Ortsbild prägen.

### Bevölkerungsentwicklung
| Jahr | Einwohner |
| ---- | --------- |
| 1882 | 1.700     |
| 1934 | 2.000     |
| 1979 | 5.985     |
| 1989 | 10.727    |
| 2002 | 15.332    |
| 2010 | 16.600    |

Anmerkung: ab 1979 Volkszählungsdaten

## Wirtschaft und Infrastruktur
In Rasumnoje gibt es Unternehmen der Land- und Bauwirtschaft sowie Verkehrs- und Versorgungsbetriebe für die nahe Stadt Belgorod.
Unweit der Siedlung liegen der Haltepunkt Pionerskaja und der Bahnhof Rasumnoje (Streckenkilometer 10 und 13) an der Eisenbahnstrecke von Belgorod in die benachbarte ukrainische Oblast Charkiw, über Wowtschansk nach Kupjansk. Durch den Ort verläuft die von Belgorod in die nahe der Grenze zur Ukraine gelegene Stadt Schebekino führende Straße.